# Amblyseius pretoriaensis
Amblyseius pretoriaensis är en spindeldjursart som beskrevs av Edward A. Ueckermann och Loots 1988. Amblyseius pretoriaensis ingår i släktet Amblyseius och familjen Phytoseiidae. Inga underarter finns listade i Catalogue of Life.